# Église de Joensuu
L'église de Joensuu est une église luthérienne en briques construite rue papinkatu au centre de la ville de Joensuu en Finlande.

## Description
L'église est édifiée en 1903 selon les plans de l'architecte Josef Stenbäck.
L'église est de style néogothique, mais comprend également des éléments de style Art nouveau. L'église a une capacité de 1000 sièges.
Le clocher est situé au sud-est tandis que l'orgue est dans une tour moins élevée située au sud-ouest. L'orgue à 36 jeux a été fourni en 1969 par la fabrique d'orgues de Kangasala.  
Le retable de l'autel représentant la crucifixion de Jésus, est peint en 1910 par Ilmari Launis.
Petite et élégante avec les deux fins clochers marquant l'entrée, elle présente la caractéristique extérieure d'être colorée de rouge et de blanc (ce qui n'est pas toujours le cas dans ce pays).
Dedans la sobriété de l'ensemble en terme de couleur, est mis en valeur par un éclairage adéquat

## Galerie

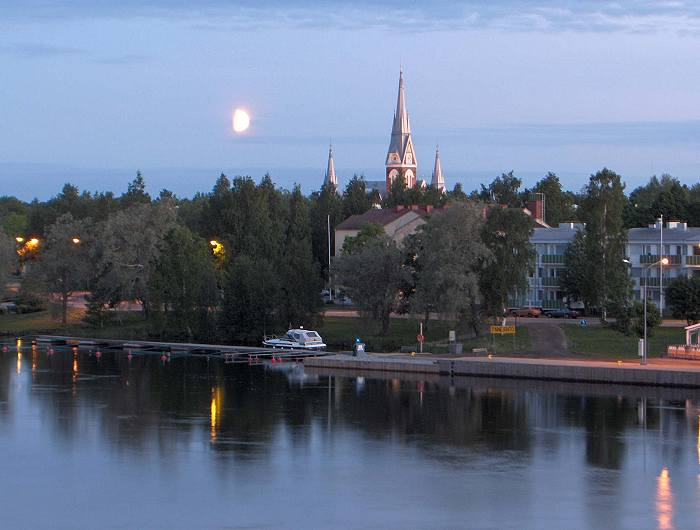
Église de Joensuu et rivière Pielisjoki
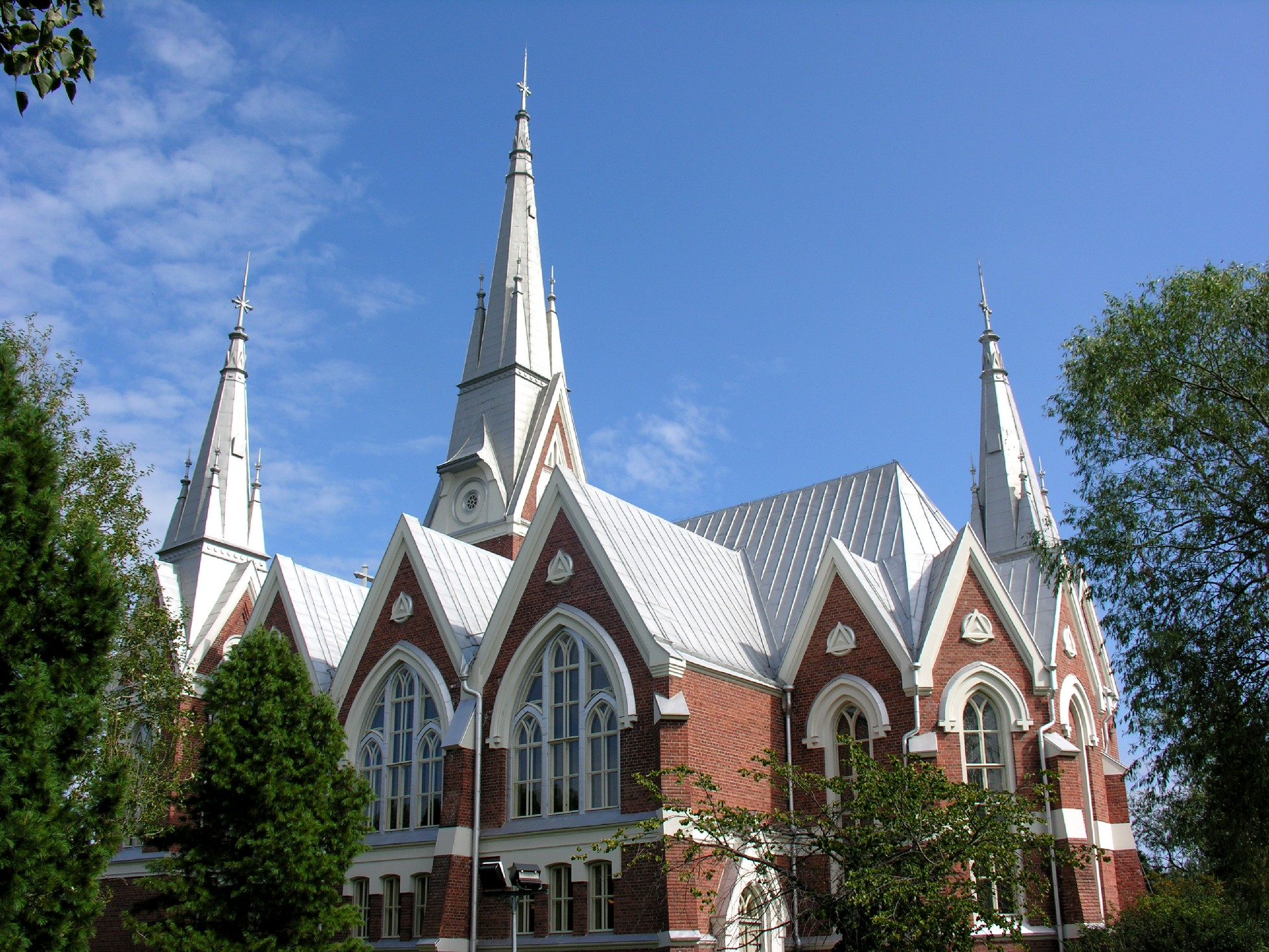
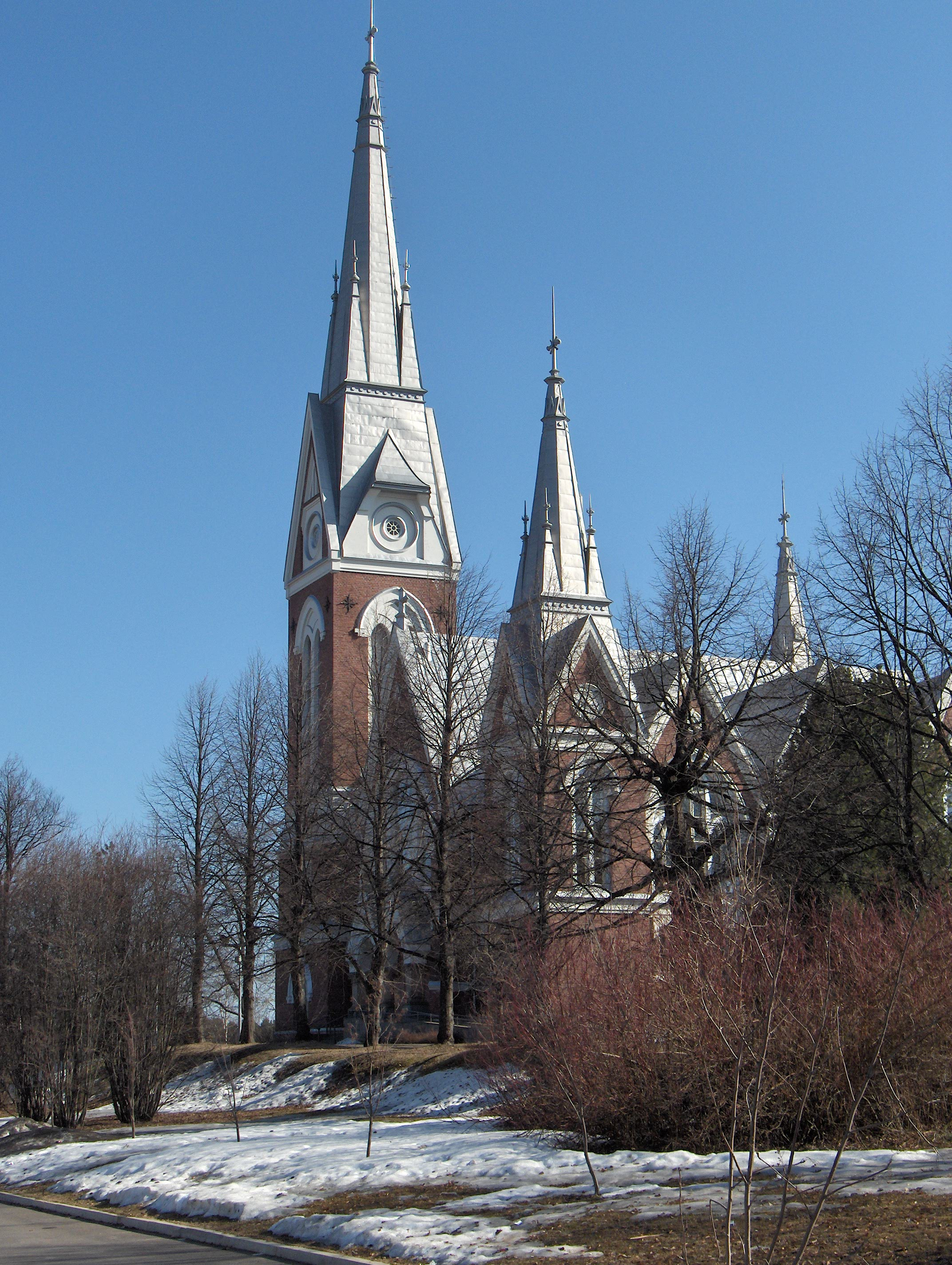
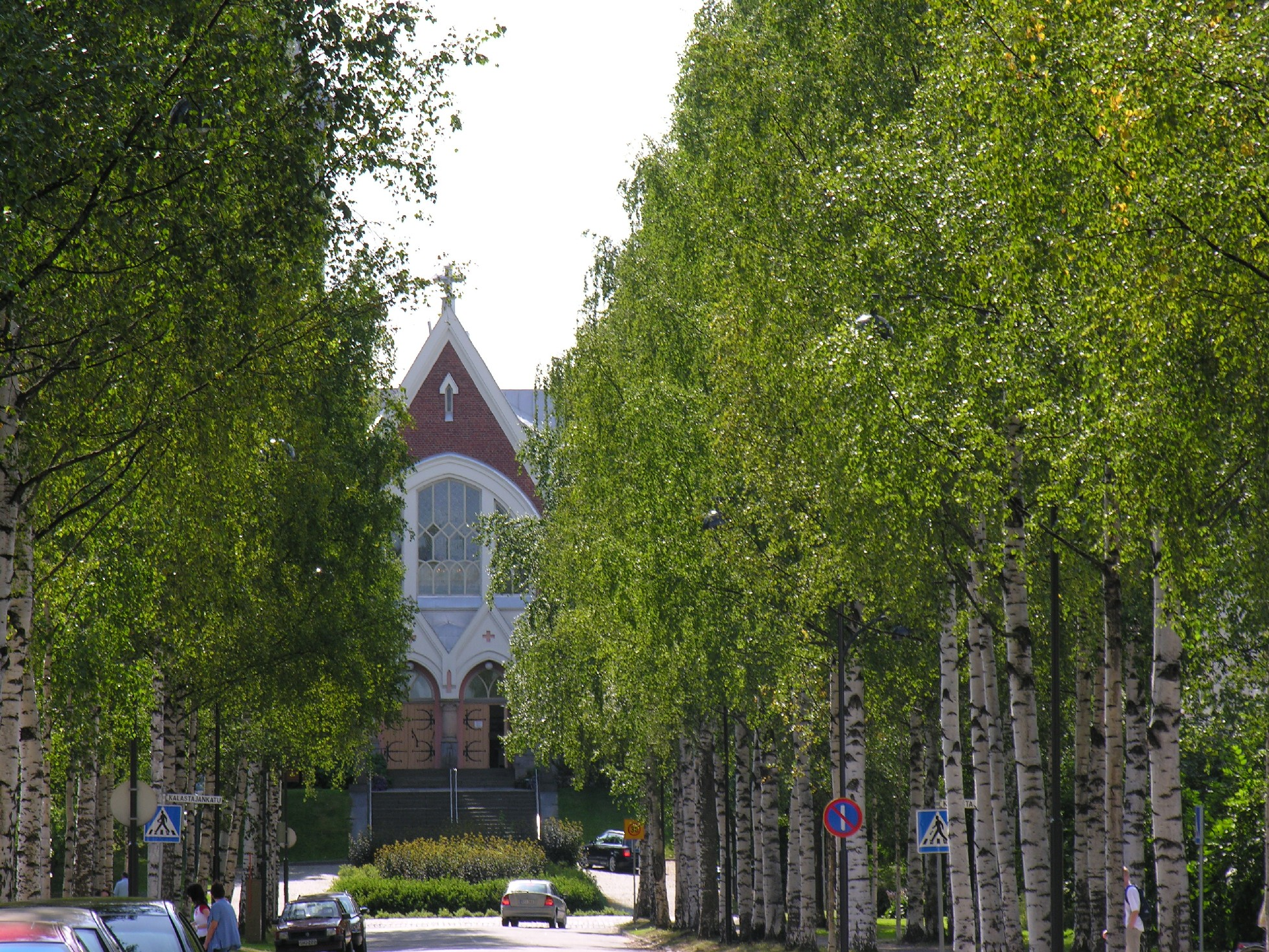

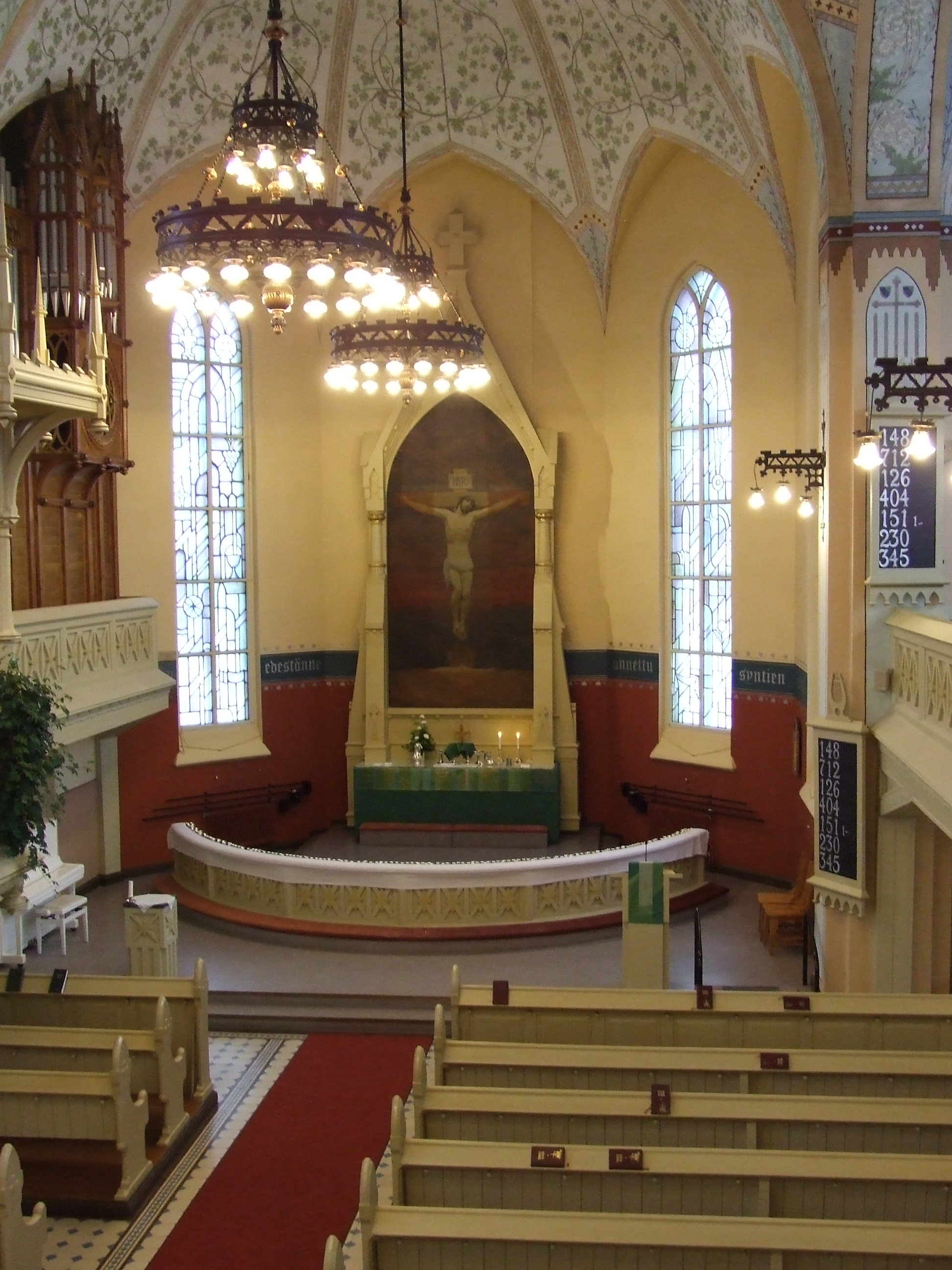
L'autel.
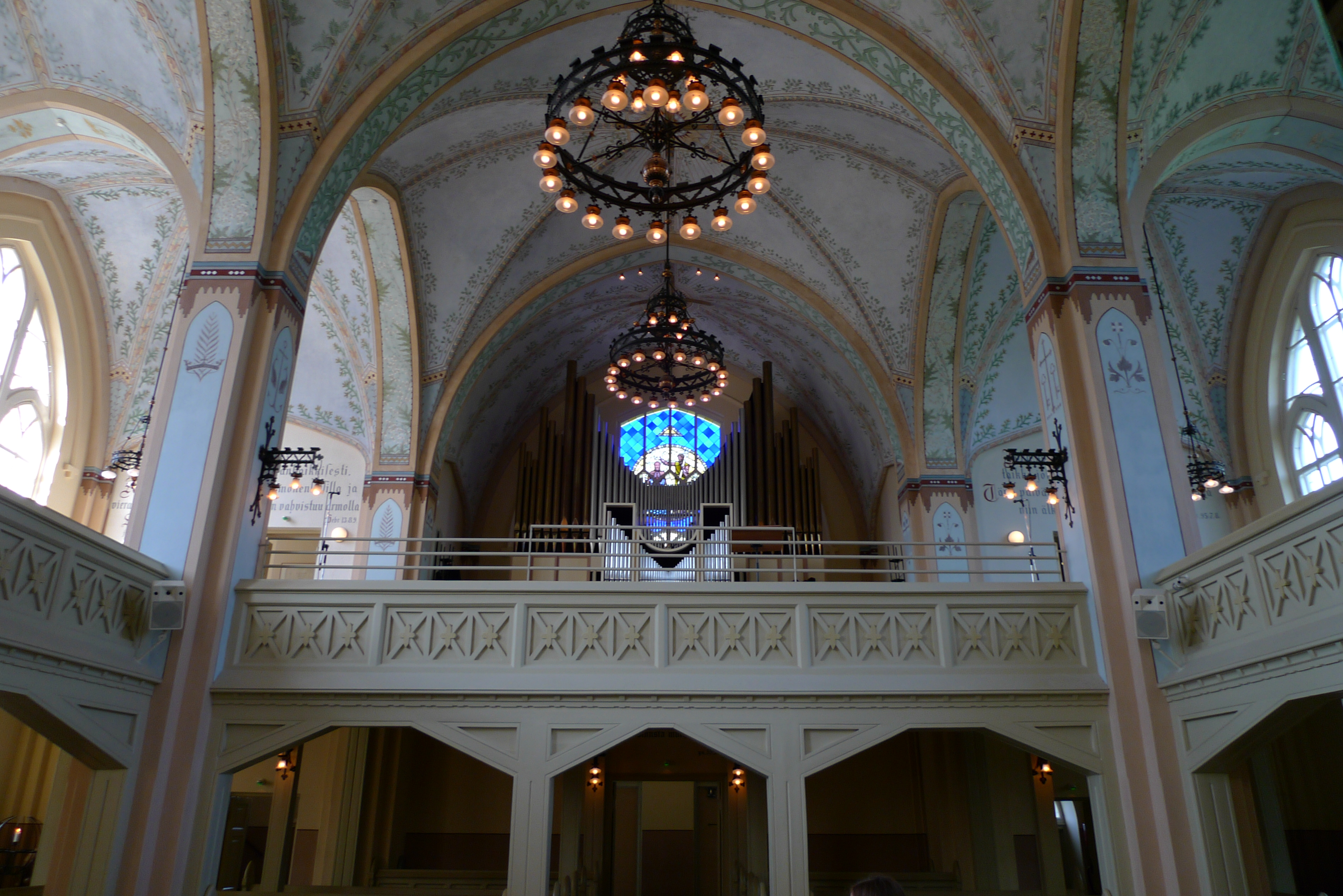
L'orgue.
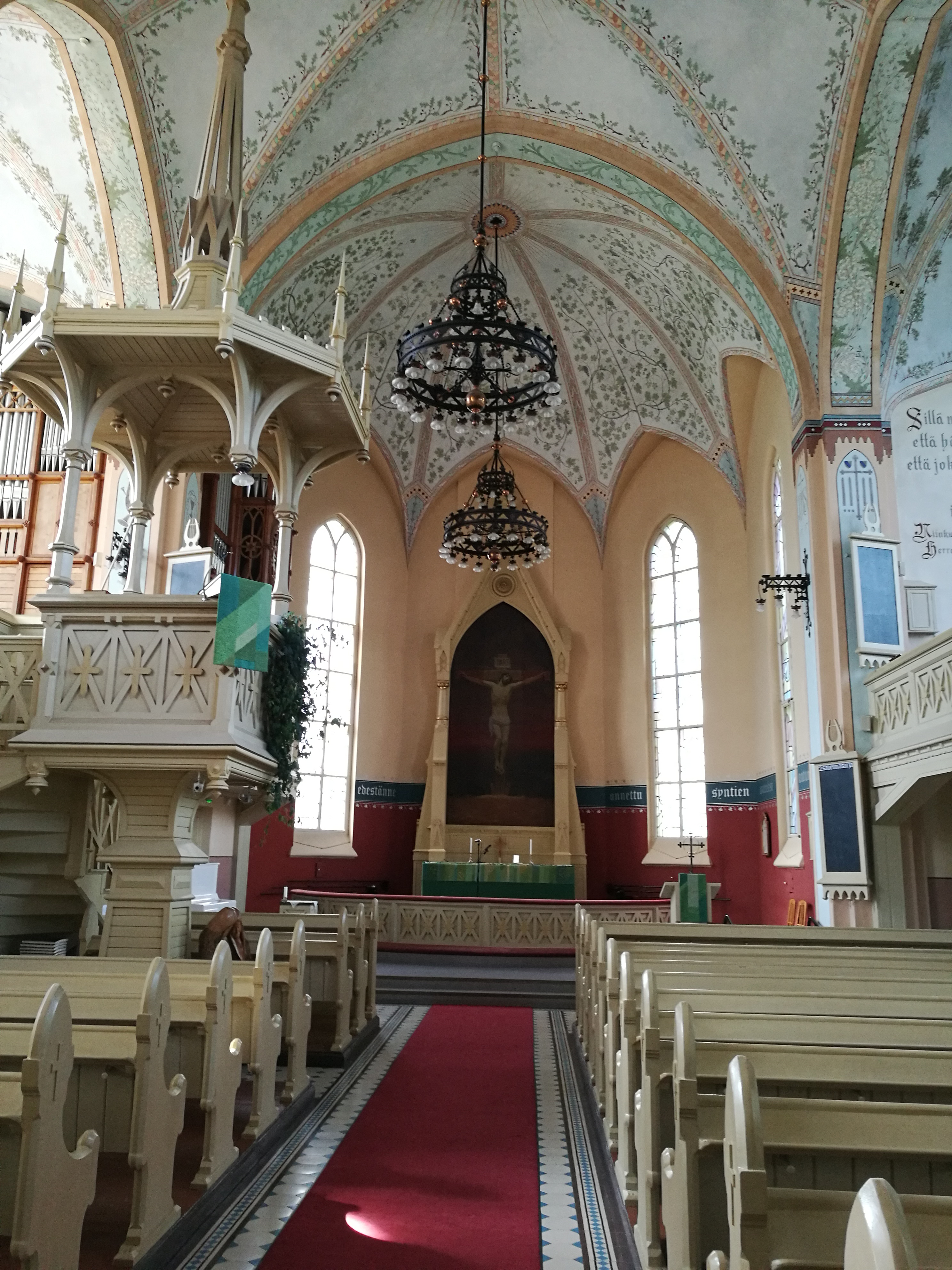
La chaire et l'autel.
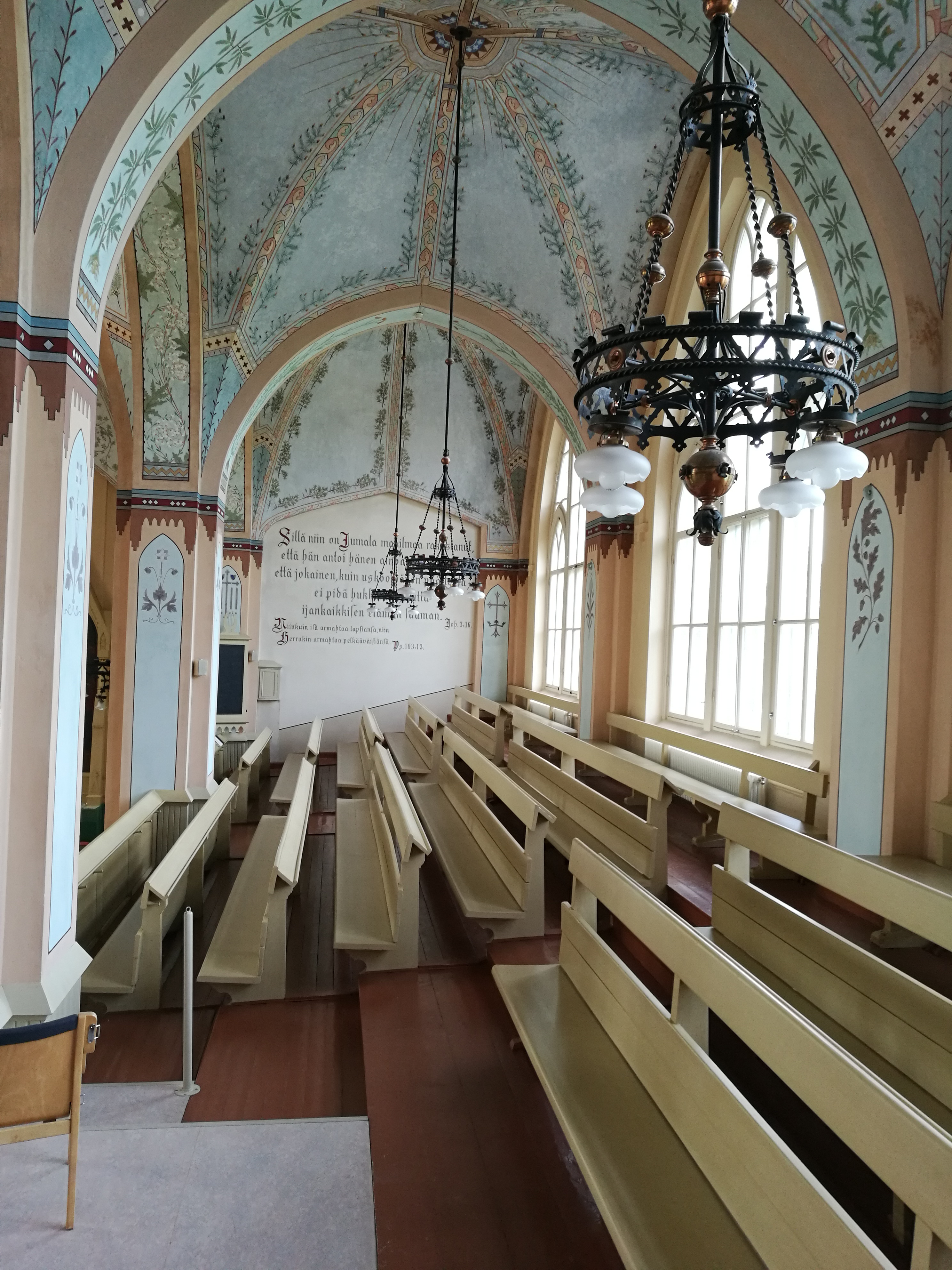
Voûtes de la nef.